# Crni Vrh (Tara)
Pour les articles homonymes, voir Crni Vrh.
Le mont Crni Vrh (en serbe cyrillique : Црни Врх) est un sommet des monts Tara, un massif situé à l'extrême ouest de la Serbie, le long de la frontière avec la Bosnie-Herzégovine. Il s'élève à une altitude de 1 261 m.